# Cerapachys aranus
Cerapachys aranus é uma espécie de formiga do gênero Cerapachys.